# Monte Pora
Le monte Pora est une montagne de Lombardie en Italie.
Une station de ski se trouve sur son versant s'étendant de 1 370 m à 1 880 m d'altitude, avec 21 km de pistes disponibles.